# Carlo Sigmund Taube
Carlo Sigmund Taube   (Łódź, 4 de juliol de 1897 - Auschwitz, 3 d'octubre de 1944) va ser un pianista, compositor, director d'orquestra i víctima de l'holocaust jueu txec.
Carlo Taube va néixer a Lodz a Polònia el 4 de juliol de 1897. Va estudiar música a Viena amb Ferruccio Busoni i es va guanyar la vida actuant a cafès de Viena, Brno i Praga. Taube, la seva dona Erika i el seu fill van ser deportats de Praga al gueto de Terezín (Theresienstadt) el 10 de desembre de 1941. L'abril de 1942 va dirigir la primera actuació d'orquestra a la caserna de Terezín Magdeburg, estrenant la seva pròpia Simfonia de Terezín. Taube va oferir diversos concerts en solitari i va dirigir la banda i lorquestra de Terezín. També va actuar al cafè. Carlo i Erika Taube i el seu fill van ser deportats a Auschwitz-Birkenau l'1 d'octubre de 1944 (arribant a Auschwitz el 3 d'octubre de 1944), on van morir tots.

## Obres
Taube va compondre diverses peces a Terezín a més de la Simfonia de Terezín. Això inclou:
- Una cançó de bressol Ghetto (que forma part d'una suite de ghettos per a orquestra i alt),
- Poema, Caprici i Meditació, tres peces curtes per a violí solista,
- Ein Jüdisches Kind (Un nen jueu), una cançó de bressol per a soprano i piano (l'única obra de Taube que va sobreviure a la Segona Guerra Mundial). - enregistrada per Anne Sofie von Otter